# جون جوزيف ميلدينبيرجير
جون جوزيف ميلدينبيرجير هو سياسي كندي، ولد في 29 سبتمبر 1895، وتوفي في 8 أغسطس 1976. انتخب عضو المجلس التشريعي من ساسكاتشوان.